# Anomis indica
Anomis indica är en fjärilsart som beskrevs av Achille Guenée. Anomis indica ingår i släktet Anomis och familjen nattflyn. Inga underarter finns listade i Catalogue of Life.